# 王夏
王夏，字輔炎，陝西西安府郤陽縣人，明朝政治人物、進士出身。
鄉試第四名。洪武四年，會試一百名，登進士三甲，授臨江府清江縣縣丞。